# عبد اللطيف عبد الله إبراهيم الميمني
عبد اللطيف عبد الله إبراهيم الميمني (مواليد عام 1939 في جدة - 7 أكتوبر 2016)، كان دبلوماسيا سعوديا وكاتب عمود ورئيس تحرير جريدة سعودي جازيت. 

## المؤهلات الدراسية
حصل عبد اللطيف عبد الله إبراهيم الميمني على بكالوريوس في العلوم السياسية من جامعة القاهرة وماجستير في الاقتصاد من الجامعة الأميركية بواشنطن العاصمة. 

## مساره المهني
التحق بالخدمة الخارجية، وكان يعمل في وزارة الخارجية في جدة، وفي طوكيو. تم تعيينه أمين سر الدرجة الثالثة في واشنطن العاصمة. كان عضوا في اللجنة الاقتصادية السعودية المشتركة وحضر الدورة الاستثنائية السابعة للأمم المتحدة. كان مستشارا قانونيا في مؤتمر الأمم المتحدة الرابع للتجارة والتنمية. عمل أيضا في البعثة في مكتب الأمم المتحدة في جنيفكمبعوث مفوض. ترأس الدائرة الاقتصادية في الرياض. في الفترة من 12 نوفمبر 1984 إلى 1994 كان سفيرا فوق العادة ومفوضا لدى المملكة العربية السعودية في دكا، جمهورية بنغلاديش الشعبية، حيث أصبح عميد سلك في السلك الدبلوماسي السعودي في أكتوبر 1989. من عام 1986 تم اعتماده أيضًا كسفير في كاتماندو ومقره دكا. كتب وكيله في دكار، علي الغامدي، نعيه. من 1996 إلى 1998 كان سفيرا للسعودية في طهران.

## المنشورات
- النفط العربي في السياسة العالمية (أطروحة دبلوم)
- الذي يسحب الشمس (رواية).
- كتب بانتظام في صحيفة عكاظ اليومية بالرياض.[2]